# انجمن اروپایی آموزش بین‌المللی
انجمن اروپایی آموزش بین‌المللی (انگلیسی: European Association for International Education) یک سازمان غیرانتفاعی است و از طریق ترکیبی از آموزش، کنفرانس‌ها، تحقیق خدمت می‌کند و در آمستردام مستقر است و ۲۵۰۰ عضو از ۸۰ کشور جهان دارد که اکثرا اروپایی هستند.